# Matamoros (municipalité, Tamaulipas)
Pour les articles homonymes, voir Matamoros (homonymie).
La municipalité de Matamoros  est l'une des 43 municipalités de l'État de Tamaulipas, et est située dans la partie nord de cet État. Riveraine du golfe du Mexique, elle appartient à sa plaine côtière, ainsi qu'au bassin versant du fleuve Río Grande, qui marque la frontière entre les États-Unis et le Mexique. Son chef-lieu est la ville de Heroica Matamoros. Elle appartient à la Zona metropolitana de Matamoros-Brownsville, qui regroupe cette municipalité et la ville de Brownsville qui lui fait face au Texas. Elle dépend de la région Norte, qui est une des 6 subdivisions administratives de l'État de Tamaulipas.

## Géographie
La municipalité de Matamoros s'étend du nord au sud face au golfe du Mexique, et est limitée au nord par le fleuve Río Grande et son embouchure qui marquent la frontière internationale entre les États-Unis et le Mexique. Inscrite dans un paysage de plaine, elle comprend de nombreux lacs sur sa façade orientale, ainsi que la vaste lagune de Laguna Madre qui se prolonge au sud dans la municipalité voisine. Son altitude oscille entre 0 et 50 mètres. Son chef-lieu est la ville de Heroica Matamoros, qui se trouve sur la rive sud du Río Grande, face à la ville texane de Brownsville, à une altitude de 10 mètres. Son territoire couvre une superficie de 4045,62 km², et était peuplé en 2020 de 541 979 habitants.
Cette municipalité appartient à la Zona metropolitana de Matamoros-Brownsville, regroupant, dans l'État de Tamaulipas, la municipalité de Matamoros, et aux États-Unis, la ville texane de Brownsville, dans le Comté de Cameron, dans une zone de conurbation aux intérêts économiques convergents.
Elle dépend de la région Norte, appelée aussi Región Fronteriza, qui est une des 6 subdivisions administratives de l'État de Tamaulipas, et regroupe les municipalités de Nuevo Laredo, Guerrero, Mier, Miguel Alemán, Camargo, Gustavo Díaz Ordaz, Reynosa, Río Bravo, Valle Hermoso et Matamoros.
Elle est limitrophe au nord, aux États-Unis, du Comté de Cameron, à l'ouest, au Mexique et dans l'État du Tamaulipas, des municipalités de Valle Hermoso et de Río Bravo, et au sud de celle de San Fernando.

## Composition et démographie
La municipalité était composée en 2010 de 1271 localités.
| Localité          | Population |
| ----------------- | ---------- |
| Heroica Matamoros | 422 711    |
| Ramírez           | 3 390      |
| El Control        | 3 198      |
| Las Higuerillas   | 2 036      |

En plus de l'espagnol, plusieurs langues amérindiennes sont parlées dans la municipalité, dont les principales sont par ordre d'importance : le nahuatl, le huastèque, le totonaque, le chinantèque, l'otomi, le zapotèque, le maya, le mixe et le tseltal.

## Histoire
La création de la future ville de Heroica Matamoros se fit par des initiatives privées à partir de 1774, lorsque douze colons venus de Camargo sont venus installer leurs ranchs à cet endroit. En 1793, l'arrivée de deux missionnaires franciscains permit de doter la fondation d'une mairie et d'une église paroissiale et nommèrent le lieu Congregación de Nuestra Señora del Refugio, que ses habitants nommèrent simplement El Refugio. Face à la menace des crues du fleuve, la ville est délacée vers le sud en 1814. En 1820, elle se dote d'un port fluvial.
En 1846, dans le contexte de la Guerre americano-mexicaine, une bataille importante se déroule à Palo Alto. Cette guerre sera une défaite pour le Mexique, qui perdra de nombreux territoires. La frontière d'État se déplaça alors sur le fleuve Río Grande, et le Texas devînt américain.
L'année 1953 voit la création de la municipalité de Valle Hermoso sur une partie des territoires des municipalités de Matamoros et Reynosa.

## Économie
La ville de Matamoros possède trois zones industrielles : Parque Industrial Alianza, Parque Industrial FINSA Matamoros Norte et Parque Industrial FINSA Matamoros Oriente.

## Transports
La ville de Matamoros est desservie par l'aéroport international de Matamoros, situé au sud de l'agglomération.